# DN5A
DN5A este un drum național, lung de 34 km, care face legătura între Adunații-Copăceni și DN41, via Hotarele.
Porțiunea de drum cuprinsă între Isvoarele, Giurgiu și Mironești a fost asfaltată în 2019. În trecut această porțiune era necirculabilă pe timp de ploaie sau ninsoare, drumul fiind de pământ.